# فيرجينيا غاردنر
فيرجينيا غاردنر (بالإنجليزية: Virginia Gardner)‏ (مواليد 18 أبريل 1995 في ساكرامنتو في الولايات المتحدة) هي عارضة وممثلة أمريكية. لعبت دور كارولينا دين [الإنجليزية] في سلسلة هولو الأصلية الهاربون [الإنجليزية] (2017-2019)، وفيكي في فيلم الرعب هالوين (2018) وشيلوه هانتر في فيلم سقوط (2022).

## أعمال

### أفلام
- (2015) مشروع سجل الأيام[4]
- (2018) هالوين

### مسلسلات
- أبناء المختبر

## وصلات خارجية
- فيرجينيا غاردنر على موقع IMDb (الإنجليزية)
- فيرجينيا غاردنر على موقع روتن توميتوز (الإنجليزية)
- فيرجينيا غاردنر على موقع ألو سيني (الفرنسية)
- فيرجينيا غاردنر على موقع أول موفي (الإنجليزية)
- فيرجينيا غاردنر على موقع قاعدة بيانات الأفلام السويدية (السويدية)
- فيرجينيا غاردنر على موقع قاعدة بيانات الفيلم (الإنجليزية)
- فيرجينيا غاردنر على موقع كينوبويسك (الروسية)